# أول سينتس
أول سينتس (All Saints) هي فرقة بوب موسيقية من إنجلترا. أطلقت الفرقة الألبوم الأول الذي حمل اسمهم (All Saints) في عام 1997. تتكون الفرقة من أربع فتيات: ميلاني بلات، وشازناي لويس، ونيكول أبليتون، وناتالي أبليتون. توقفت الفرقة عن الغناء في عام 2001، إلا أنها عادت في نهاية العام 2006 مع صدور الألبوم "Studio 1". من أشهر أغانيهن "Never Ever" و"Pure Shores" و"Black Coffee".

## الأعمال الموسيقية
- All Saints
- The Remix Album
- Saints & Sinners
- All Hits
- Studio 1

## وصلات خارجية
- أول سينتس على موقع IMDb (الإنجليزية)
- أول سينتس على موقع ميتاكريتيك (الإنجليزية)
- أول سينتس على موقع ميوزك برينز (الإنجليزية)
- أول سينتس على موقع أول ميوزيك (الإنجليزية)
- أول سينتس على موقع ديسكوغز (الإنجليزية)

- الموقع الرسمي